# جرانیانو
جرانیانو (به ایتالیایی: Gragnano) یک کومونه در ایتالیا است که در استان ناپل واقع شده‌است.

## خصوصیات
جرانیانو ۱۴٫۶ کیلومترمربع مساحت و ۲۹٬۳۱۰ نفر جمعیت دارد و ۱۴۱ متر بالاتر از سطح دریا واقع شده‌است.